# John Austin (Rechtsphilosoph)

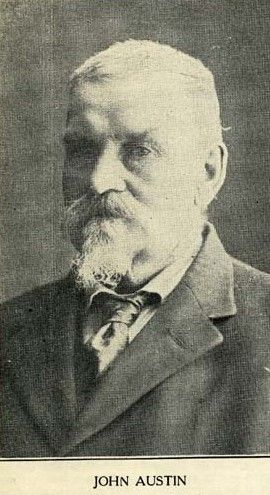
John Austin

John Austin  (* 3. März 1790 in Creeting Mill, Suffolk, England; † 1. Dezember 1859 in Weybridge, Surrey) war ein englischer Jurist und Rechtsphilosoph. Bekanntheit erlangte er über die von Jeremy Bentham begründete Imperativentheorie.

## Leben
John Austin war mit der Schriftstellerin und Übersetzerin Sarah Austin verheiratet. Sie gab postum seine Vorlesungen heraus. John Austin und Sarah Austin hatten eine Tochter, Lucie Duff-Gordon, die durch ihre Letters from Egypt große Bekanntheit erlangte.

## Bedeutung
Austin gewann mit seiner Veröffentlichung The Province of Jurisprudence Determined (1832) nach seinem Tod bahnbrechenden Einfluss auf die Rechtsdiskussion, indem er einen rechtpositivistischen Standpunkt etablierte. Austin verteidigte die Trennung zwischen positivem Recht und Moral.
Die Grundzüge von Austins Theorie sind: Es gibt zwei Arten von Verhaltensregeln, nämlich von Gott auferlegte, die auf Meinung beruhen, und von Menschen auferlegte, die auf Setzung beruhen. Die von Gott auferlegten Regeln gehören zum Naturrecht, weil sie im Gegensatz zu den von Menschen auferlegten Regeln, ohne eine politische Autorität gesetzt wurden. Daraus ergibt sich die positive Moral. Vom Menschen und einer politischen Autorität (Souverän) wird positives Recht gesetzt.
Eine Rechtsregel besteht aus einem allgemeinen Befehl und der Androhung einer Sanktion unter der Voraussetzung, dass der Befehlsgeber die Macht hat, die Sanktion zu verhängen. Daraus entsteht eine Verpflichtung für den Befehlsadressaten. Recht selbst ist die Summe der Befehle, die von der höchsten gesellschaftlichen Autorität, dem Souverän ausgehen und denen die Masse der Gesellschaft gewohnheitsmäßig gehorcht. Als Utilitarist vertrat Austin die Ansicht, dass gesetzte positive Rechte das Wohlbefinden der Gesellschaft möglichst umfassend verbessern sollten.